# Coronula diadema
Coronula diadema je druh svijonožce, který žije přichycen na velkých druzích kytovců, nejčastěji keporkaků. 

## Systematika
Druh poprvé popsal Carl Linné ve 12. vydání Systema Naturae v roce 1767. Druh se řadí do rodu Coronula, který se vyznačuje tvrdými schránkami, díky kterým má bohatý fosilní záznam.

## Popis

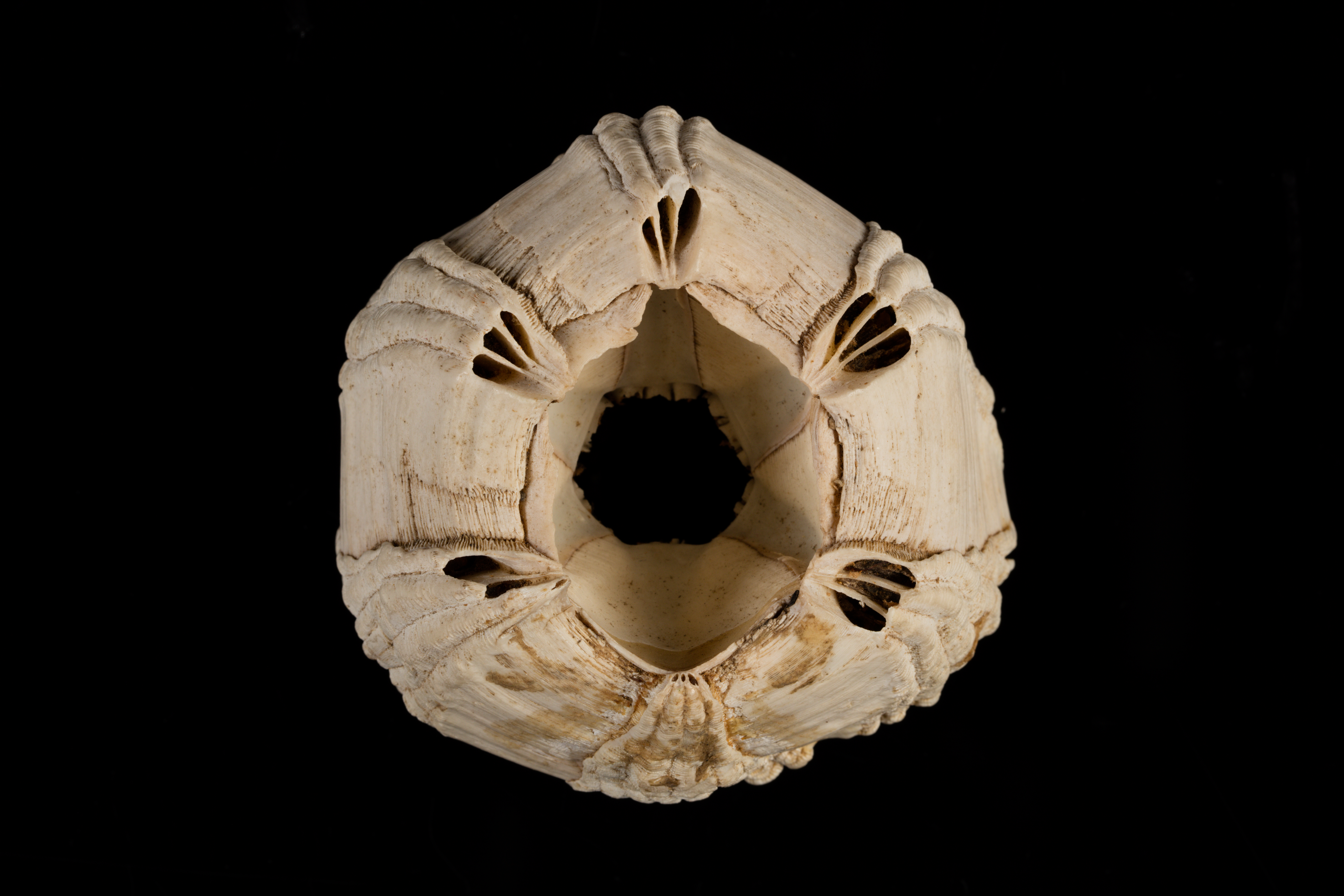
Schránka Coronula diadema s patrnými vydutými sloupečky, kterými typicky prorůstá kůže kytovců, díky čemuž dochází k pevnému spojení

Jak už rodový název druhu napovídá (latinské corona = koruna), Coronula diadema svým vzhledem připomíná královskou korunu. Větší jedinci mohou mít na výšku k 5 cm a ve spodní, širší části schránka dosahuje průměru až 6 cm. Vnější schránku tvoří 6 bílých až světle šedých destiček. Vnější schránka mívá v rozích vyduté sloupečky, které jsou výrazně podélně drážkovány. Vrcholový otvor hexagonálního tvaru chrání pár víčkových destiček (operkulum). Tyto destičky slouží k ochraně proti predátorům a zatímco u řady jiných svijonožců jsou dobře vyvinuty, u tohoto druhu jsou redukovány, což je patrně odpověď na nízké riziko predátorství, které v životě na těle kytovce hrozí.

## Biologie

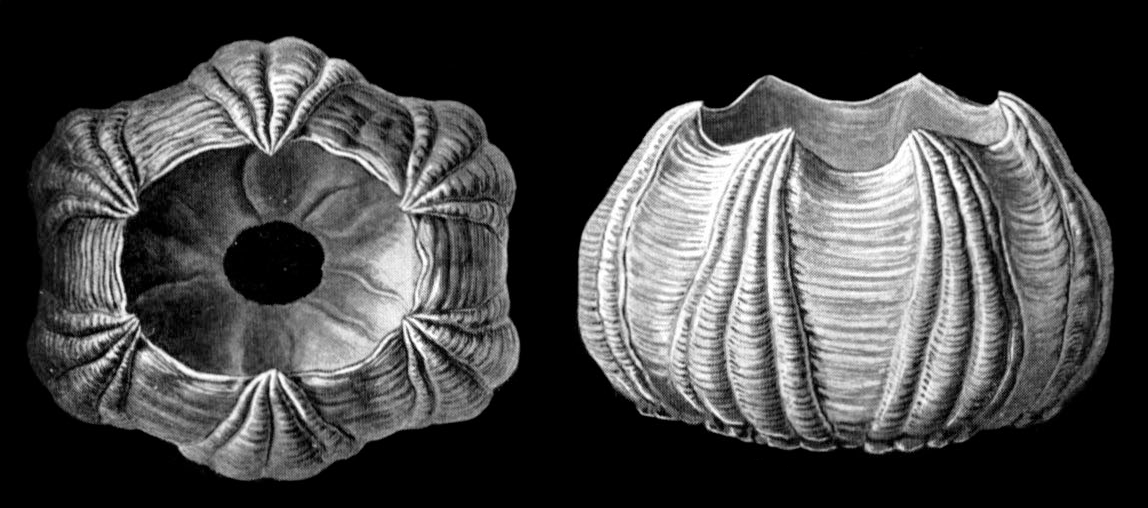
Detailní kresba schránky

Podobně jako ostatní svijonožci, i Coronula diadema je hermafrodit. Nemůže nicméně dojít k samooplodnění, a druh může oplodnit pouze jiné jedince téhož druhu. K oplodnění dochází pomocí extra dlouhého penisu, který dalece přesahuje délku těla. Tímto penisem jedinec pronikne skrze vrcholový otvor do schránky jiného jedince. I proto se tito svijonožci vyskytují častěji ve skupinkách než samostatně. První stádium vývoje druhu tvoří naupliová larva, která se po šesti svlékáních přetvoří do cypridové larvy. Larvální stadium trvá pouze 6 dní, načež dochází k přichycení na hostitele, typicky v oblasti rozmnožišť keporkaků (teplé tropické vody). K přichycení na tělo kytovce dochází skrze prorůstání kůže kytovce do duté schránky svijonožce, čímž dojde k velmi pevnému spojení. Vzhledem k rozvinutému kousacímu ústrojí spolu s ostrými zuby lze předpokládat, že se živí většími druhy planktonu a krilem.

## Rozšíření a habitat
Svijonožec Coronula diadema je primárně spojován s keporkaky a kosticovými kytovci, výskyt druhu byl nicméně zaznamenán i na dalších kytovcích. K těm patří velryba jižní, plejtvák obrovský, plejtvák myšok, vorvaňovec anarnak a vorvaň. Nejčastějšími oblastmi výskytu jsou hlava, drážky na krku, ocasní a hrudní ploutev a oblast genitálií.

## Galerie

Detailní fotografie exempláře o průměru 20 mm
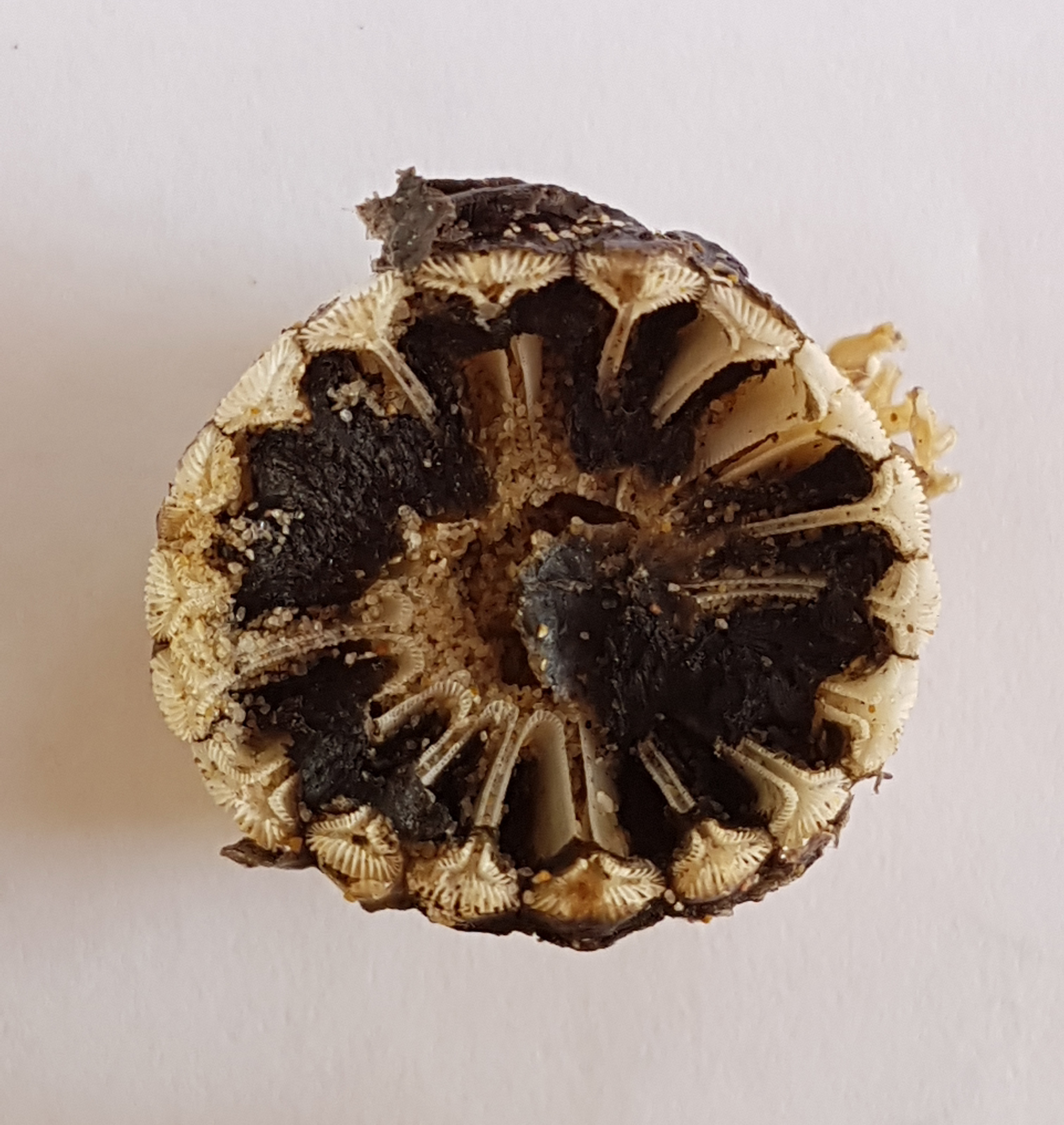
Spodní pohled
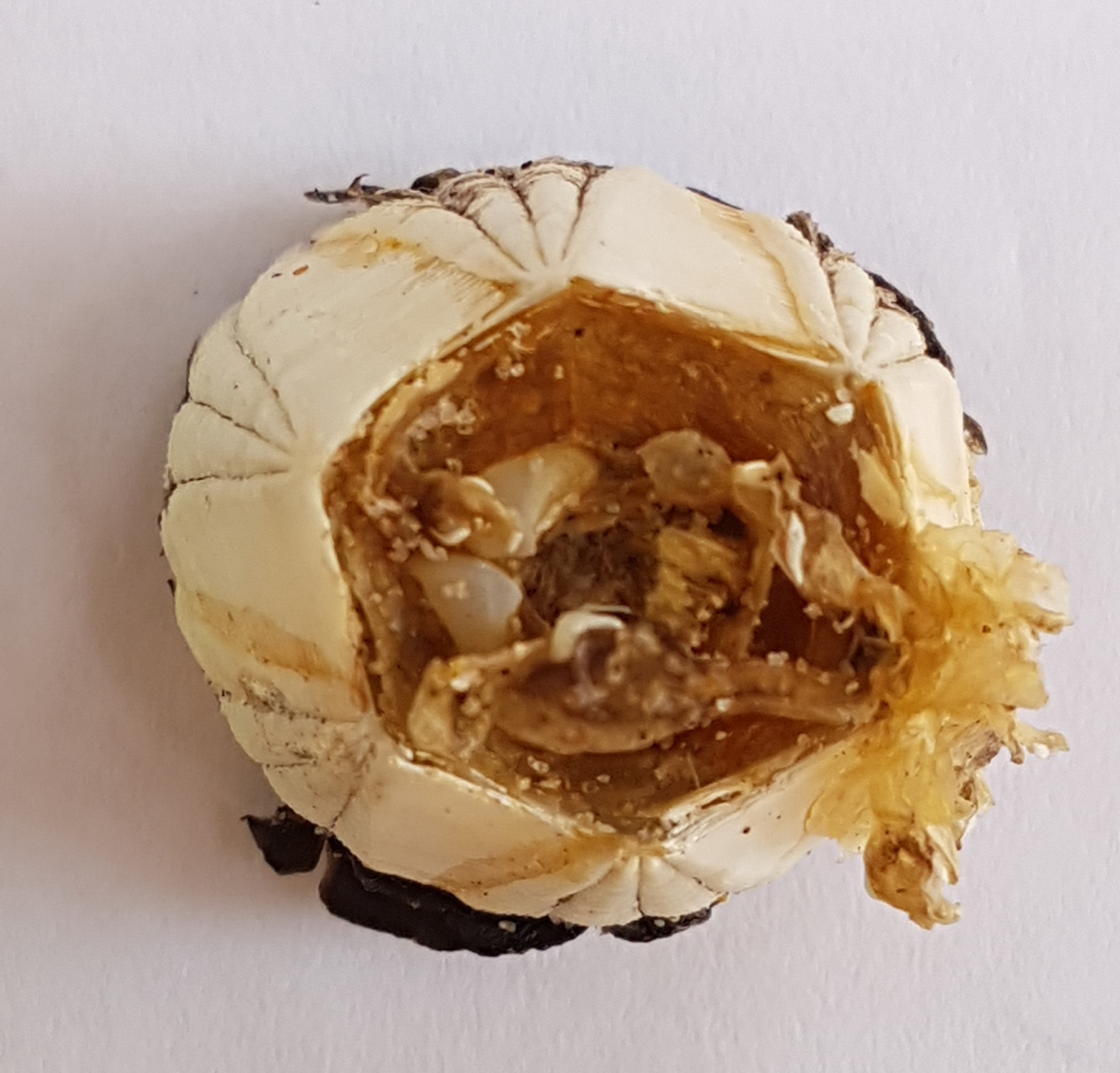
Horní pohled
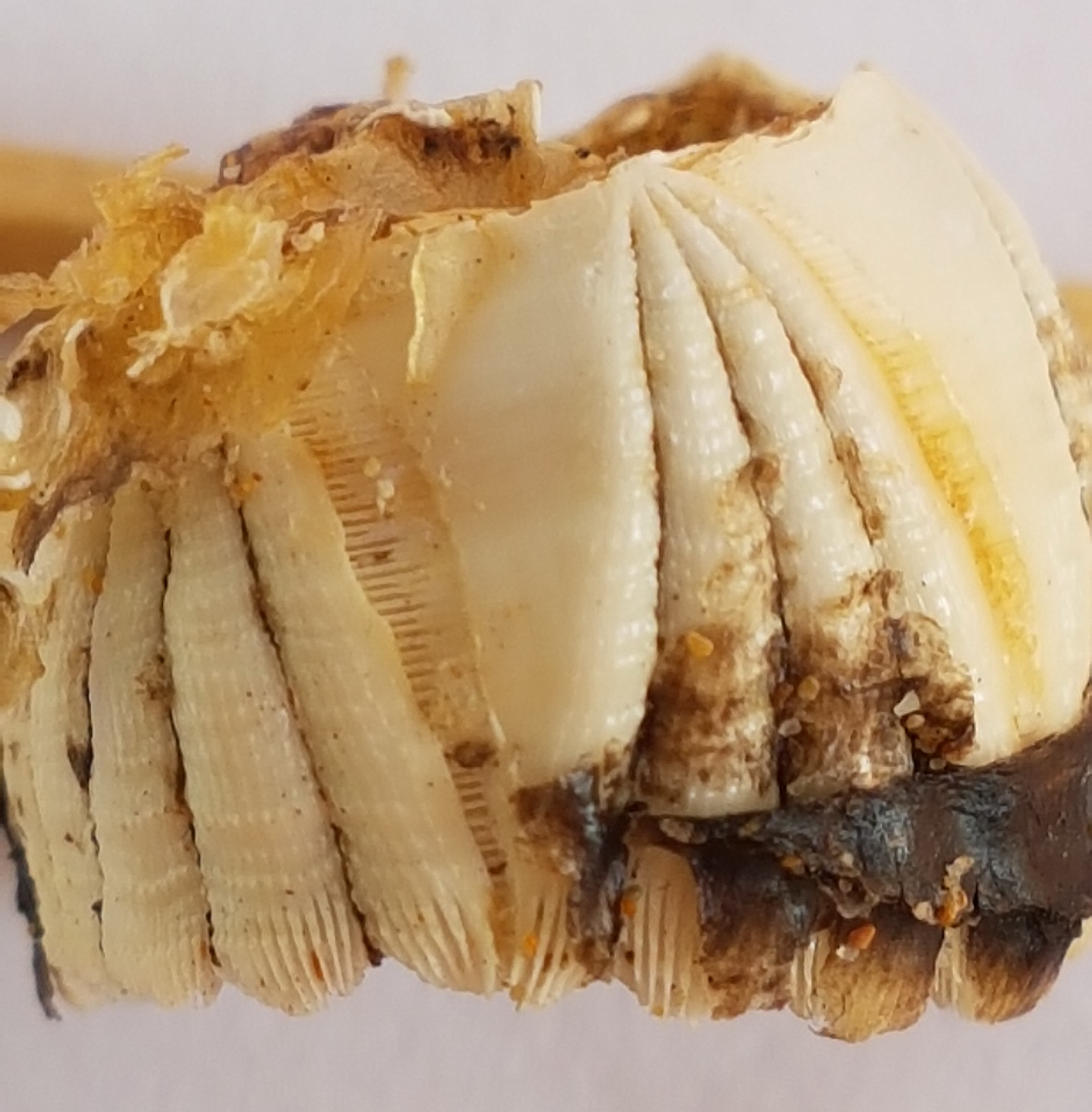
Boční pohled